# Адлер
Адлер — курорт и административный центр Адлерского района города Сочи Краснодарского края РФ. Город основан в 1869 году, расположен в устье реки Мзымты по обоим её берегам и простирается на 17 км по Черноморскому побережью от левого берега реки Кудепсты до правого берега реки Псоу на границе с Абхазией.
Один из самых популярных летних российских курортов, а также место проведения форумов и крупных международных мероприятий.

## История
В Средние века на месте современного поселения существовала генуэзская фактория Layso (Лияш). Впоследствии поселение было известно как абхазское селение Лаеш.
В конце XV века Северное Причерноморье, включая Генуэзские колонии, было захвачено Османской Империей, установившей свое господство в этом регионе почти на четыре века.
Русское укрепление Святого Духа было основано 18 июня 1837 года на обширной равнине у устья реки Мзымта. Укрепление в составе Черноморской береговой линии просуществовало до 1854 года.
До присоединения к Российской империи эти земли находились в управлении абхазского садзского княжеского рода Ардба. Князья в устье реки имели пристань, посредством которой вели торговлю с Турцией. По-турецки эта местность называлась Artlar, Ardler от названия абхазского знатного рода Аредба.
После окончательного закрепления Российской империи в Северном Причерноморье в 1860-х годах за поселением закрепилось наименование Адлер.
В 1910 году в Адлере был разбит парк Драчевского (ныне парк «Южные культуры»). В 1927 году образован дачный посёлок Адлер, который семь лет спустя был преобразован в рабочий посёлок.
20 июня 1934 года Президиум ВЦИК постановил: «В связи с выделением гор. Сочи в самостоятельную административно-хозяйственную единицу центр Сочинского района перенести в селение Адлер с сохранением прежнего названия района».
В 1961 году были ликвидированы прибрежные населённые пункты Лазаревского и Адлерского сельских районов Краснодарского края и вместе с Лазаревским включён в состав городской черты города Сочи.

## География

### Климат
Адлер расположен в зоне влажных субтропиков (Cfa согласно классификации климата Кёппена). На климат Адлера оказывают значительное влияние море, от которого летом становится прохладнее, а зимой оно согревает, и горы, которые ограждают от холодных северных ветров. Климат очень влажный. Максимум осадков приходится на зимний период времени года, преимущественно в виде дождя, реже — снега. Зима тёплая, лето жаркое и влажное. Благодаря близости моря, высокие летние температуры несколько корректируются в сторону понижения и благоприятны для природы и человека. Подобный тип климата подходит для произрастания разного рода субтропических и умеренных культур. Поскольку Адлер расположен на северной границе субтропиков, зимой здесь изредка возможны заморозки и снегопады, но на побережье они бывают крайне редко и держатся в течение одного-пяти дней, в некоторые годы отсутствуют вовсе.
В Адлере продолжительное лето (середина апреля — октябрь), умеренная осень (ноябрь — январь), короткая зима (февраль — середина марта) и короткая весна (середина марта — середина апреля). В Адлере выше суточные перепады температур, чем в Сочи, когда в периоды прорыва холодных воздушных масс через Кавказ температура в Адлере остаётся на 2-3 °C выше.
| Показатель                    | Янв. | Фев. | Март | Апр. | Май  | Июнь | Июль | Авг. | Сен. | Окт. | Нояб. | Дек. | Год  |
| ----------------------------- | ---- | ---- | ---- | ---- | ---- | ---- | ---- | ---- | ---- | ---- | ----- | ---- | ---- |
| Средний суточный максимум, °C | 10,6 | 11,6 | 13,1 | 17,4 | 21,2 | 26,5 | 28,4 | 29,6 | 26,0 | 21,5 | 16,9  | 12,9 | 19,6 |
| Средняя температура, °C       | 7,1  | 8,1  | 9,2  | 13,0 | 17,4 | 22,6 | 24,6 | 25,7 | 21,8 | 17,0 | 12,5  | 9,1  | 15,7 |
| Средний суточный минимум, °C  | 3,8  | 4,6  | 5,7  | 8,5  | 13,6 | 18,7 | 20,8 | 21,6 | 17,5 | 12,5 | 8,1   | 5,0  | 11,7 |
| Источник: pogodaonline.ru     |      |      |      |      |      |      |      |      |      |      |       |      |      |

### Экология
16 января 2012 года закрылся адлерский полигон твёрдых бытовых отходов (ТБО), который портил облик курорта и ухудшал экологическую обстановку.
В преддверии Олимпийских игр Сочи 2014 на территории Имеретинской низменности было высажено 6,7 тысяч деревьев и кустарников, а также был открыт орнитологический парк, который имеет несколько кластеров на территории всей низменности (с 2020 года располагается на территории ПГТ Сириус).
Летом 2012 года в эксплуатацию был введён комплекс Адлерских очистных сооружений.

## Туризм и достопримечательности
Адлерский внутригородской район города Сочи протяженностью 17 км по Черноморскому побережью имеет множество различных достопримечательностей. Санатории Адлера предлагают лечение адлерскими иловыми грязями, обогащённой сероводородом мацестинской воды. На территории курорта имеется большое количество средств размещения, начиная от хостелов, заканчивая крупными сетевыми гостиницами.

### Курортный городок
В Адлере располагается большое количество санаториев и пансионатов. В этой части курорта самое большое количество частных отелей, баров и кафе, а также продовольственных и сувенирных магазинов.
Главными достопримечательностями Курортного городка являются: океанариум «Sochi Discovery World Aquarium», Адлерский дельфинарий, а также Адлерский бювет с лечебной минеральной водой.

### Достопримечательности
Туризм — одна из самых значимых частей жизни Адлера. Самое большое число туристов приезжает в летний период. Адлер имеет очень удобное географическое положение; от центра Адлера до российско-абхазской границы около 8 км, до центра Сочи — 25 км, а до горнолыжных курортов Красной Поляны — чуть больше 40 км.
Олимпийский парк (с 2020 года располагается на территории пгт Сириус) ещё одна достопримечательность города Сочи. В феврале 2014 года здесь проводилась часть олимпийских соревнований, другая часть на горнолыжных курортах Красной поляны. На территории парка проводятся крупные городские и международные мероприятия. Здесь можно покататься на коньках в ледовых дворцах олимпиады, посетить ледовое представление Ильи Авербуха, поучаствовать в спортивных и развлекательных мероприятиях, посетить автомобильный музей или быть зрителем Формулы-1 на Сочи Автодроме. В 2018 году олимпийский стадион Фишт принял чемпионат мира по футболу 2018.
Также в Адлере расположены Ахштырское ущелье, форелевое хозяйство «Адлер», Скайпарк Эй Джей Хаккетт Сочи, Адлерский обезьяний питомник. Музей истории Адлерского района имеет большое количество экспонатов. Напротив старого здания музея находится сквер имени писателя Бестужева-Марлинского, чья жизнь связана с историей Адлера.

## Транспортная доступность
В Адлере находится международный аэропорт Сочи с железнодорожным терминалом «Аэропорт».
Самый востребованный транспорт для передвижения по курорту — такси. Общественный транспорт ходит не везде и зачастую переполнен. Автомобильные пробки — весьма частое явление. Для поездок в центр Сочи или на Красную поляну, можно воспользоваться электропоездом «Ласточка», на ней же можно доехать до аэропорта Сочи, Олимпийского парка и Туапсе.
Международный аэропорт Сочи ежедневно принимает и отправляет десятки рейсов в разные города страны и зарубежья, самые популярные внутренние маршруты: Москва, Санкт-Петербург, Екатеринбург, Новосибирск и Казань.
Железнодорожный вокзал «Адлер» был построен по специальному проекту для Олимпийских игр Сочи, стандартная пропускная способность — около 6,5 тыс. (до 25 тыс.) пассажиров в час, принимает и отправляет поезда во многие города России.

## Религия
В Адлере находятся православные церкви Святой Троицы и Святого Духа. Действует армянский собор Святого Саркиса. В 2014 году был освящён православный храм Нерукотворного Образа Христа Спасителя, с 2020 года располагается на территории пгт Сириус.

## Роль в культуре
Адлер играет важную роль в культуре, в частности, как место проведения культурных фестивалей и мероприятий.

## Топографические карты
- Лист карты K-37-20 Сочи. Масштаб: 1 : 100 000. Издание 1981 г.
- Карта городской черты с названиями улиц и номерами домов.
- Десяток разнообразных подробных карт Адлера с домами, улицами и гостиницами